# Polydiniellidae
Famille
Les Polydiniellidae sont une famille de Ciliés de la classe des Litostomatea et de l'ordre des Entodiniomorphida.

## Étymologie
Le nom de la famille vient du genre type Polydiniella, composé de poly, « plusieurs », et du grec δίνη / dini, « tourbillon, vortex », littéralement « plusieurs tourbillons », en référence aux « rubans accessoires » encerclant, sous forme de plusieurs spirales, le corps de cet organisme.
Quant au nom de l'espèce Elephantophilus zeta, il est composé de élephantophil-, « qui aime l'éléphant », en référence à l'affinité de cette espèce pour l'éléphant indien, et l'épithète spécifique zeta, sans doute une allusion à la 6e lettre de l'alphabet grecque zêta, ancêtre du "Z" de l'alphabet latin, en référence au « macronoyau (qui), vu latéralement, a la forme d'une lettre Z aplatie ».

## Description
Les Polydiniellidae s'ont d'une grand taille (> 200 μm). Ils sont fusiformes, légèrement aplatis latéralement. Ils nagent librement dans leur milieu de vie. Leur ciliature somatique est non rétractable, sous forme de 4 à 12 « rubans accessoires » encerclant partiellement le corps. On note la présence de plaques squelettiques, dont le nombre et la taille sont variables. Leur ciliature orale est en zone adorale sous forme de touffes synciliaires non rétractables. Il existe des vacuoles à contenu granuleux dans un lobe caudal qui porte des cils. Leur macronoyau est de forme ellipsoïde voire allongé et tordu. Le micronoyau est présent. Leur vacuoles contractiles sont petites, très nombreuses, disposées en rangées transversales. Un cytoprocte est présent. Ils se nourrissant de bactéries, de flagellés, de débris végétaux et d'autres particules organiques.

## Habitat
Les Polydiniellidae vivent dans des habitats terrestres comme endocommensaux dans le caecum et le côlon des éléphants uniquement.

## Liste des genres
Selon GBIF (14 juillet 2023) : aucun genre référencé.
Selon Lynn (2008) :
- Polydiniella Corliss, 1960 genre type
  - Espèce type : Polydiniella mysorea (Kofoid, 1935) Corliss, 1960 (protonyme : Polydinium mysoreum Kofoid, 1935)[4]
- Pterodiniella Aescht, 2001
- Thoracodinium Latteur, 1958

Selon The Taxonomicon (14 juillet 2023) :
- Elephantophilus Kofoid, 1935
  - Espèce type : Elephantophilus zeta Kofoid, 1935
- Polydiniella Corliss, 1960
- Pterodiniella Aescht, 2001
- Thoracodinium Latteur, 1958

## Systématique
Le nom valide de ce taxon est Polydiniellidae Corliss, 1960.